# Падуреа (Алба)
Падуреа (рум. Pădurea) насеље је у Румунији у округу Алба у општини Метеш. Општина се налази на надморској висини од 388 m.

## Становништво
Према подацима из 2002. године у насељу је живело 55 становника, од којих су сви румунске националности.